# Hermiswil
Hermiswil est une localité et une ancienne commune suisse du canton de Berne, située dans l'arrondissement administratif de Haute-Argovie.

## Histoire
Le 1er janvier 2016, l'ancienne commune de Hermiswil est absorbée par sa voisine de Seeberg dont elle fait depuis partie.